# Јелово
Јелово (словен. Jelovo, је насељено место у словеначкој општини Радече у покрајини Долењска која припада Посавској регији. До јануара 2014. је припадало Савињској регији.
Налази се на надморској висини 426,8 м, површине 2,44 км². Приликом пописа становништва 2011. године насеље је имало 143 становника. 
Локална црква посвећена Светој Катарини припада парохији Радече.